# Hayanami (destroyer)
L'Hayanami (早波) était un destroyer de classe Yūgumo en service dans la Marine impériale japonaise pendant la Seconde Guerre mondiale.

## Historique
Du 15 au 20 octobre 1943, l'Hayanami est utilisé pour des transports de troupes de Saeki à Truk puis de Truk à Ponape les 22-24 et 26-28 octobre. Il escorte pour un convoi de transport de troupes le 6 novembre à Bougainville.
Le 7 juin 1944, l'Hayanami est torpillé et coulé par le sous-marin USS Harder près de Tawi-Tawi, à 56 kilomètres à l'est de Bornéo, à la position géographique 4° 43′ N, 120° 03′ E. 208 hommes d'équipage décèdent dans cette attaque, 45 survivants sont sauvés par le destroyer Urakaze.
Il est rayé des listes de la marine le 10 août 1944.